# Grote Griet
Groote Griet is de naam van een laat-middeleeuws Gronings kanon uit de tweede helft van de 15e eeuw, dat voor het laatst werd gebruikt in de oorlogen tegen de hertogen van Saksen (1498-1515).  

## Legende
Volgens overlevering zouden de Groningers met het kanon bisschop Bernard van Galen, genaamd ‘Bommen Berend’, hebben beschoten toen deze in 1672 de stad belegerde. De Munsterse kerkvorst zou in zijn hoofdkwartier boven in de Harener toren een bord zuurkool met spek hebben gegeten, toen een kanonskogel hem dit eten onder zijn neus wegschoot. Er wordt (onjuister wijze) verondersteld dat deze fantastische gebeurtenis de aanleiding vormde voor het onderstaande rijmpje: 
'Groote Griet ben ik gehieten,
Om wijd en weer kon ik wel schieten,
Ik kreeg een kogel in mijn mond,
Ik schoot hem door de Haarder toren,
En toen nog zeven voet in de grond'.

## Ouderdom en historische gegevens
Dat de 'Groote Griet' veel ouder is dan de bovenstaande legende laat vermoeden, kan uit verschillende zaken worden afgeleid. Nergens in het rijmpje wordt Bommen Berend genoemd, terwijl de gebruikte werkwoordsvorm taalkundig gezien niet in de 17e eeuw past. Daarentegen was het in de 15e eeuw gewoon om grote kanonnen vrouwennamen te geven. Denk aan de 'Dulle Griet' te Gent, de 'Mons Meg' in Edinburgh of de 'Faule Magd' te Dresden. Deze 'hovetstukken' waren nog niet uit brons gegoten, maar van ijzeren staven en ringen gesmeed, en schoten stenen kogels. Dat de stad Groningen in het laatste kwart van de 15e eeuw dergelijk grof geschut bezat, weten we onder meer uit de kroniek van Sicke Benninge. Hij beschrijft hoe de Stadjers in 1497 een hovetstuk met de naam 'Swarte Grete' in Harlingen verspeelden. Uit archiefstukken blijkt dat de Groningers nog over andere hovetstukken beschikten. Een deel daarvan werd eind april 1500 aan de Friese opstandelingen uitgeleend, toen zij hertog Hendrik van Saksen in Franeker belegerden. Bij het ontzet van de stad door hertog Albrecht van Saksen, viel het Groninger geschut in Saksische handen. Of zich onder de buitgemaakte kanonnen ook de 'Groote Griet' bevond, is onduidelijk. Vermoedelijk niet. In de inventarislijsten van het geschut op de Saksische blokhuizen in Friesland wordt het kanon niet genoemd (wel de namen van enkele andere Groninger bussen, zoals het 'Bloemetje van Groningen'). Het is goed mogelijk dat de Stadjers de 'Groote Griet' in 1501 hebben gebruikt om de Saksische bezetting uit de Harener toren te verdrijven en dat het rijmpje betrekking heeft op deze gebeurtenis. In de navolgende oorlogsjaren moet het kanon door de troepen van hertog George van Saksen zijn veroverd. Uit een bewaard gebleven rekening van de pro-Saksische Hessel Martena blijkt dat het in 1515 van Franeker naar Leeuwarden werd gevoerd. Daar werd de 'Groote Griet' omgesmolten tot 'kamern' voor een groot – en ongetwijfeld moderner – ijzeren kanon.

## Trivia
- Op de Grote Markt van Groningen bevindt zich café De Groote Griet, dat naar het kanon is genoemd.

- Als er in Groningen boeskool (Gronings voor stamppot witte kool) wordt gegeten, dan wordt er nog steevast gevraagd: "Hebben we oorlog vandaag?"

## Voetnoten
1. ↑  De zuurkool van Bommen Berend. www.beleven.org. Gearchiveerd op 7 april 2018. Geraadpleegd op 7 april 2018.
2. ↑  Hombergh, F.A.H. van den. 'Een verdienstelijk Groninger: Sicke Benninge' in: Groninger Toen (1982), 57-79, i.c. 63.
3. ↑  De kroniek van Sicke Benninge op deverhalenvangroningen.nl. Gearchiveerd op 19 juli 2023.
4. ↑  Sicke Benninge, Croniken der Vrescher Landen mijtten Zoeven Seelanden ende der stadt Groningen, (uitgegeven door F.A.H. van den Hombergh en E.O. van der Werff met medewerking van A.J. Rinzema). Den Haag, 2012. p. 133.
5. ↑  Hauptstaatsarchiv Dresden, Loc. 08182/05, fol. 216. De Dresdener archiefstukken zijn in het Leeuwarder archief (Tresoar) te raadplegen op microfiche. Zie daartoe: P. Baks, Inventaris van stukken betreffende het bestuur van de Saksische hertogen over Friesland (1488) 1498-1515 (1520), regest 405. De betreffende inventaris wordt navolgend afgekort als BFD
6. ↑  HSD, Loc. 08193/09, fol. 331-338 (BFD 2066).
7. ↑  Benninge, Croniken, 169; Van den Hombergh, 'Verdienstelijk Groninger', 63
8. ↑  'Kamern' waren de inzetstukken van achterladers. Deze werden vooraf met buskruit gevuld om de vuursnelheid van het geschut tijdens het gevecht te vergroten.
9. ↑  HSD, Loc. 08193/09, fol. 210-216/1 (BFD 2055) '2 fl. furlon die grossen Greegken von Fronicker nach Lewarden zu furen darauß man kamern gegosset zu der grossen eysern buchssen'